# Friedrich von Kardorff (Offizier)
Friedrich Ernst von Kardorff (* 8. Juni 1791 in Böhlendorf, heute Gemeinde Lindholz; † 3. Mai 1867 ebenda) war ein deutscher Offizier in dänischen Dienst und Gutsbesitzer in Mecklenburg.

## Leben
Friedrich von Kardorff (Nr. 73 der Geschlechtszählung) war der älteste Sohn von August Nicolaus Carl von Kardorff und dessen Frau Hedwig Sophie Margarethe, geb. von der Lühe (1771–1829), die 1796 das von ihr geerbte Gut Böhlendorf (Gemeinde Lindholz) an ihren Mann übertrug. Er hatte zwei Brüder: Wilhelm Carl (1792–1827), Amtmann in Cismar und Vater des erst nach seinem Tod geborenen Wilhelm von Kardorff, und Carl Emil von Kardorff (1795–1864), Amtmann in Steinburg und ab 1856 letzter dänischer Landdrost in Ratzeburg.
Als 1807 sein Vater nach dem Bombardement Kopenhagens (1807) reaktiviert wurde, trat auch Friedrich Ernst von Kardorff als Leutnant der Kavallerie in dänische Militärdienste. Er avancierte bis zum Major.
Nach dem Tod des Vaters 1820 übernahm zunächst die Witwe das Gut Böhlendorf. 1829 starb auch sie, und die beiden Söhne erbten Böhlendorf. Am 21. Mai 1829 verkaufte  Carl Emil von Kardorff seinen Anteil an seinen Bruder, und Friedrich Ernst von Kardorff nahm am 9. Juni 1829 Böhlendorf in Besitz. 1830 nahm er seinen Abschied aus dem Militär und widmete sich ganz dem Gut.
Am 4. September 1830 heiratete er Juliane Sophie Komtesse Krag-Juel-Vind-Frijs (* 18. April 1811 in Søbygård; † 27. Januar 1899 in Dolgen (Millienhagen-Oebelitz)), Tochter von Graf Jens Christian Carl Krag-Juel-Vind-Frijs und Henriette Friederike Magdalene, geb. Reichsgräfin zu Innhausen und Knyphausen sowie Schwester von Christian Emil Krag-Juel-Vind-Frijs.
Am 22. April 1864 errichtete er ein Familienfideikommiss für Böhlendorf mit Zubehör. Erbe als Fideikommissherr wurde der Sohn, Ehrenritter des Johanniterordens, Ernst von Kardorff (1832–1915), verheiratet mit Helene Freiin von Nauendorf (1855–1912). Sie hatten drei Söhne.
Radolf von Kardorff war so der Enkel des Friedrich Ernst von Kardorff.

## Auszeichnungen
- 1826: Ritter des Dannebrogordens
- 1836: königlich dänischer Kammerherr